# Вудс, Эйлин
Жаклин Рут «Эйлин» Вудс (англ. Jacqueline Ruth «Ilene» Woods, 5 мая 1929, Портсмут, Нью-Гэмпшир, США — 1 июля 2010, Канога-Парк, Лос-Анджелес, Калифорния, США) — американская певица и актриса, известная озвучиванием Золушки в одноимённом диснеевском мультфильме.

## Биография
Жаклин Рут Вудс родилась 5 мая 1929 года в Портсмуте, штат Нью-Гэмпшир. В детстве она хотела стать школьной учительницей, но её мать хотела, чтобы она стала певицей. В результате к 11 годам она уже выступала со своей передачей на местном радио в Портсмуте. Во время Второй мировой войны она много путешествовала, выступая вместе с оркестром военно-воздушных сил США и голливудскими звёздами.
После войны Уолт Дисней выбрал Эйлин Вудс для озвучивания голоса Золушки из более чем 400 претенденток. Впоследствии Уолт Дисней признавался, что Золушка в исполнении Вудс была его самым любимым женским персонажем.
Впоследствии она принимала участие во многих телевизионных передачах, в частности, в «Шоу Стива Аллена».
Была замужем за Эдом Шонесси, барабанщиком The Tonight Show.
В 2003 году она получила премию Легенды Диснея.
Эйлин Вудс умерла 1 июля 2010 года от причин, связанных с болезнью Альцгеймера, в доме престарелых.